# Мерендаоре (Виченца)
Мерендаоре је насеље у Италији у округу Виченца, региону Венето.
Према процени из 2011. у насељу је живело 301 становника. Насеље се налази на надморској висини од 743 м.